# Folkomröstningen i Krim 2014

Halvön Krim, inkluderande Autonoma republiken Krim och staden Sevastopol, folkomröstade om sin framtida politiska status.

Folkomröstningen i Krim 2014 om utvidgad autonomi för Autonoma republiken Krim samt staden Sevastopol ägde rum i Krim 16 mars 2014. Först sattes valdagen till den 25 maj, sedan till den 30 mars och slutligen ändrades den till den 16 mars.
I det officiella omröstningsresultatet nästa dag meddelades att 96,77% av de röstande sade ja till Krims och Sevastopols anslutande till Ryska federationen. Direkt efter tillkännagivandet av omröstningsresultatet förklarade Krim och Sevastopol sig självständiga, som en gemensam politisk enhet, och ansökte om anslutning till Ryssland. Samma dag erkände Ryska federationen Krims/Sevastopols självständighet och förberedde halvöns ryska annektering. Den 18 mars skrev representanter för Ryssland, Krim och Sevastopol under anslutningsavtalet vid en ceremoni i Moskva. För första gången sedan andra världskriget hade en europeisk stat erövrat och införlivat en del av ett annat land. Omvärlden reagerade starkt på annekteringen. Ryssland anklagades både för att ha brutit mot folkrätten och mot flera internationella avtal.
Den illegala folkomröstningen har fördömts av Ukraina samt EU, Kanada och USA. Den 27 mars förklarades den ogiltig genom en resolution i FN:s generalförsamling. De offentliggjorda röstsiffrorna och den höga andelen röstande motsades senare av texter publicerade på Ryska federationens regerings webbplats. Medlemmar ur Putins eget råd för mänskliga rättigheter ansåg att endast 30–50 procent kan ha röstat och att uppskattningsvis 50–60 procent kan ha stött förslaget.

## Historik
Det regionala parlamentet i Krim beslutade 27 februari 2014 att Krims invånare ska få folkomrösta om omfattningen av republikens framtida tillhörighet till Ukraina.
Det regionala parlamentet i Krim röstade 6 mars enhälligt för att bli en del av Ryssland. Parlamentet har bett den ryska presidenten Putin och ryska parlamentet i Moskva att överväga denna begäran.
En folkomröstning om Krimregionens status kommer att hållas den 16 mars. Då ska Krimborna svara på frågan om huruvida de vill att Krim ska vara en del av Ukraina eller ansluta sig till Ryssland.
Ryssland stoppade med ett veto 15 mars en resolution i FN:s säkerhetsråd som skulle ha ogiltigförklarat den planerade folkomröstningen i Krim. Kina avstod från att rösta.

## Fråga

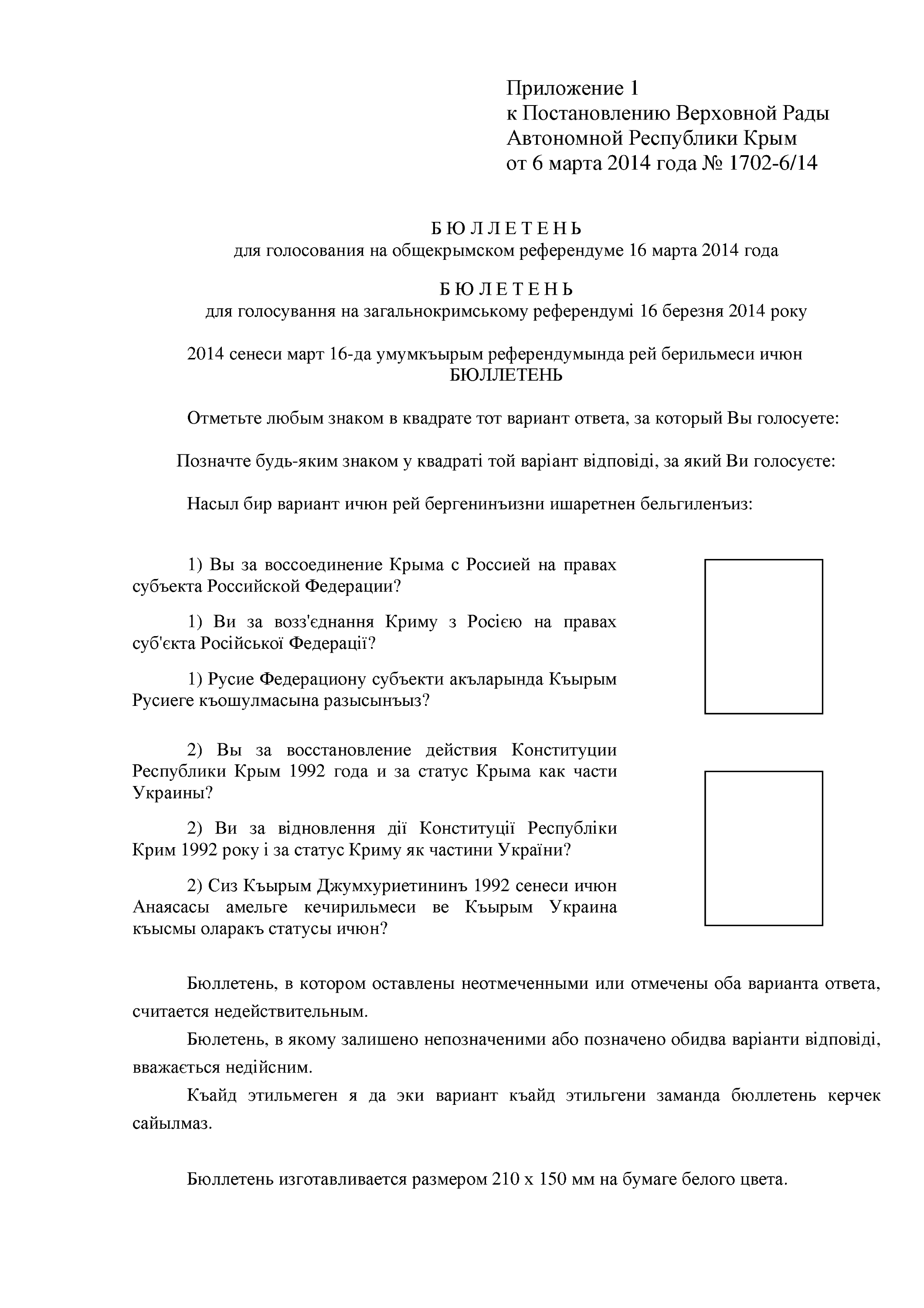
Röstsedeln vid folkomröstningen den 16 mars.

Folkomröstning hade till en början följande fråga: 
- ukrainska: "Автономна Республіка Крим має державну самостійність та входить до складу України на основі договорів і угод" (так чи ні)."
- svenska: "Den autonoma republiken Krim har en egen statlig suveränitet och är en del av Ukraina på grundval av avtal och fördrag. (ja eller nej)."

Denna formulering ändrades 6 mars till ett val mellan två alternativ:
Ryska:
1. "Вы за воссоединение Крыма с Россией на правах субъекта Российской Федерации?"
2. "Вы за восстановление действия Конституции Республики Крым 1992 года и за статус Крыма как части Украины?"

Svenska:
1. "Föredrar du att Krim blir en del av Ryska federationen?"
2. "Föredrar du att Krim återgår till konstitution från 1992 och för Krims status som en del av Ukraina?"

På den slutliga röstsedeln återfinns de två svarsalternativen på ryska, ukrainska och krimtatariska.

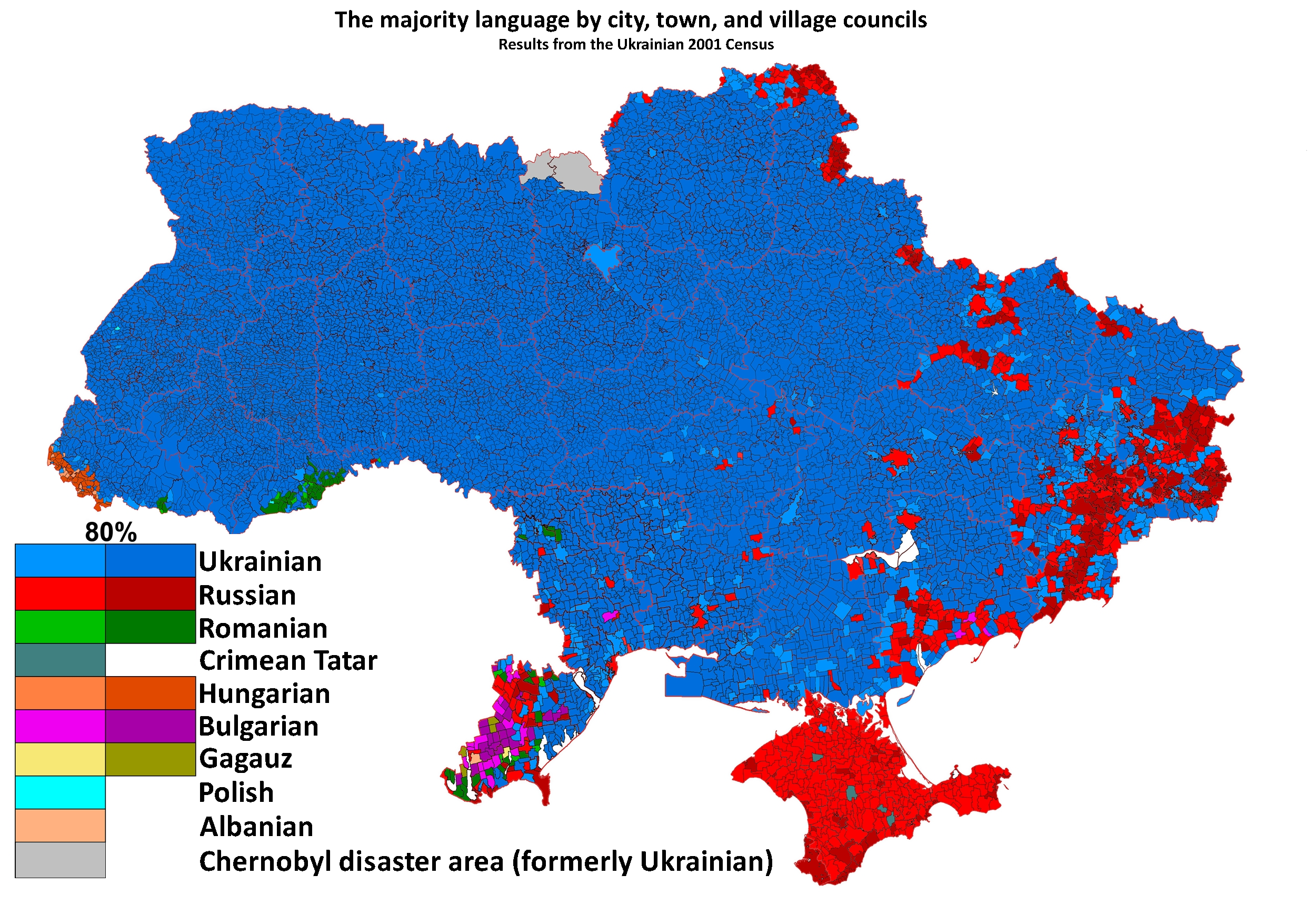
Språkkarta över Ukrainas distrikt, enligt data från 2001 års folkräkning. Rött (som på Krim) motsvarar en majoritet rysktalande, blått en majoritet ukrainsktalande. Totalt var då 58 procent i den autonoma republiken Krim rysktalande, medan 24 talade ukrainska och 12 tatariska.

## Bakgrund
Via den språklag från 2012 som tillåter andra språk än ukrainska på regional och lokal nivå i Ukraina, har rumänska/moldaviska och ungerska införts som lokala språk i några gränskommuner. Dessutom har åtta städer (inklusive Charkiv och Luhansk) och sex oblast (Odessa, Mykolajiv, Cherson, Zaporizjzja, Dnipropetrovsk och Donetsk) infört ryska som administrationsspråk. Däremot hade lagen inte spelat någon roll på Krim, där ryskan inte har officiell status trots att en majoritet av befolkningen talar ryska.
Den 23 februari 2014, efter oppositionens maktövertagande i Kiev, röstade parlamentet med 232 av 450 rösters marginal för att riva upp språklagen och återinföra ukrainska som enda nationellt språk på alla nivåer. Detta skapade demonstrationer på Krim. Krim hade i folkräkningen 2001 drygt 2 miljoner invånare, varav vilka drygt 58 procent är etniska ryssar och dryga 24 respektive 12 procent ukrainare och krimtatarer. Ryska talas av 77 procent av befolkningen, följt av krimtatariska (11,4 procent) och ukrainska (10,1 procent). Den 27 februari 2014 etablerades en utbrytarregering i Krimrepubliken, i protest mot oppositionens maktövertagande på nationell nivå.
Beslutet i ukrainska parlamentet om att riva upp språklagen om regionala språk genomfördes dock aldrig. Den tillförordnade presidenten Oleksandr Turtjynov inlade 28 februari veto mot det nya lagförslaget, men först efter att Europaparlamentet krävt att de ukrainska myndigheterna skulle skydda möjligheten för människor att använda det ryska språket. Europaparlamentet uppmanade det ukrainska parlamentet att iaktta minoriteternas rättigheter och garantera friheten att använda ryska och andra minoritetsspråk. Det innebär att ryska fortfarande har status som regionalt språk i 13 av Ukrainas 27 oblast – de där rysktalande utgör minst tio procent av befolkningen.
I Krim har det ryskdominerade lokala parlamentet tagit över makten. Den nyinsatte premiärministern i Krim, Sergej Aksionov, tillträdde 27 februari 2014. Han har uttalat att han fortfarande ser den avsatte Viktor Janukovytj, som har tagit sin tillflykt till Ryssland, som Ukrainas laglige president.

### Tolkningar och valpropaganda
Tolkningen av folkomröstningens alternativ 2 var inte uppenbar, eftersom 1992 års konstitution i den första versionen endast nämner Krims självständighet. Skrivningen om anslutning till Ukraina lades till i version 2, en dag senare.
De tillgängliga svarsalternativen på röstsedeln inkluderade inte möjligheten att behålla status quo vid tiden för folkomröstningen. 1992 års författning för Krim ger större makt åt Krims parlament – inklusive full frihet att ingå avtal med andra stater och därför menade många bedömare att båda svarsalternativen i praktiken skulle innebära en separation från Ukraina.
Inför dagen för folkomröstningen sattes valaffischer upp på de stora reklamtavlorna runt Krim. Under rubriken "Valet den 16 mars" stod ordet "eller" mitt emellan två kartbilder av Krim, där den ena var iklädd en vajande vit-blå-röd rysk flagga och den andra försedd med taggtråd och ett hakkors. Likhetstecknet mellan den nya regimen i Kiev och nazism målades upp som en självklarhet. 
Partiet Svoboda ingick nämligen i Ukrainas interimsregering som bildades efter häftiga gatukravaller som ledde till att den sittande regeringen förlorade sitt parlamentariska stöd i februari 2014. I regeringen fick partiet fyra ministerposter: Oleksandr Sytj (vice premiärminister), Andrij Mochnyk (ekologiminister), Ihor Sjvajka (jordbruksminister), Ihor Tenjutj (försvarsminister). Därtill blev Oleh Magnitskiy efter regimskiftet utnämnd till riksåklagare.
Folkomröstningen på Krim ägde rum i ett läge där uniformerade ryska/proryska trupper tagit kontrollen över halvön och i princip alla ukrainskspråkiga analoga TV-kanaler släckts ner.
Den ukrainska staden Sevastopol, som administrerades separat från den autonoma republiken Krim, inkluderades också i omröstningsprocessen. Den 6 mars 2014 (samma dag som parlamentet i Krim-republiken) förklarade de styrande staden som del av Ryska federationen.

## Legitimitet
Folkomröstningen i Krim om att ansluta sig till Ryssland stod i strid med Ukrainas konstitution. Den betraktades internationellt som olaglig av de flesta länder, inklusive alla länderna inom Europeiska unionen samt USA och Kanada, mot bakgrund av de händelser som omgav den – inklusive det faktum att folkomröstningen anordnades medan halvön var under rysk militär kontroll. Tretton av femton medlemmar av FN:s säkerhetsråd röstade för en resolution som förklarade folkomröstningen ogiltig, medan Ryssland lade in sitt veto och Kina lade ner sin röst.
FN:s generalförsamling antog därefter en resolution som både förklarade folkomröstningen ogiltig och bekräftade Ukrainas territoriella integritet. Resolutionen antogs efter en omröstning med 100 röster för, 11 mot och 58 nedlagda röster. Krims mejlis (Krims tatariska folkförsamling) uppmanade till en bojkott av folkomröstningen.
Ryssland förklarade att de godkände folkomröstningen och dess resultat. Man hävdade att Kosovos ensidigt utlysta självständighet var prejudicerande och att det tjänade som förebild för en Krims motsvarande separation från Ukraina. Rimligheten i en sådan jämförelse ifrågasattes dock av ett antal västerländska jurister och andra experter.

## Valresultat

### Siffror, självständighet och anslutning
Det officiella resultatet från den autonoma republiken Krim var att 96,77 procent röstade för regionens integrerande i Ryska federation; samtidigt meddelades att 83,1 procent av de röstberättigade skulle ha deltagit i omröstningen. Achtem Tjijgoz, vice ordförande i Krims mejlis, förklarade att inte fler än 30–40 procent kunde ha avlagt sin röst, medan Rysslands förre regeringsrådgivare Andrej Illarionov sa att det verkliga stödet för Krims anslutning till Ryssland borde ha legat runt 34 procent, sedan han jämfört med resultaten av liknande folkomröstningar de tre senaste åren.
Dagen efter folkomröstningen förklarade Krims högsta sovjet (parlamentet) samt staden Sevastopols stadsfullmäktige Krims självständighet från Ukraina. Samtidigt ansökte man om Krims anslutning till Ryska federationen. Samma dag erkände Ryssland Krim som en självständig stat.
18 mars skrev Rysslands president Vladimir Putin samt representanter för Krim och Sevastopol under avtalet som ska integrera dessa båda enheter som federala subjekt i Ryska federationen. Avtalet ska börja gälla den 1 januari 2015.

### Efterspel
5 maj 2014 postade Rysslands presidents råd för mänskliga rättigheter ett blogginlägg som dock snabbt drogs tillbaka, där man sa att "en klar majoritet av Sevastopols medborgare röstade i folkomröstningen för återföreningen med Ryssland (50–80 procent). Krim visar olika uppgifter att 50–60 procent röstade för en återförening med Ryssland, och totalt röstade där 30–50 procent av de röstberättigade." Detta antydde att endast 15–30 procent av de sammanlagt antal röstberättigade i realiteten röstade för Rysslands annektering av Krim (och Sevastopol). Dokumentet finns fortfarande att läsa på Rysslands regerings webbplats i sin ryska version.

## Källhänvisningar
Den här artikeln är helt eller delvis baserad på material från engelskspråkiga Wikipedia, 10 juli 2014.
1. 1 2  ”Ukraina – Aktuell politik”. www.ui.se. Arkiverad från originalet den 4 mars 2022. https://web.archive.org/web/20220304082620/https://www.ui.se/landguiden/lander-och-omraden/europa/ukraina/aktuell-politik/. Läst 4 mars 2022.
2. ↑  "Krim – historia". ne.se. Läst 5 oktober 2015.
3. ↑  Krim folkomröstar om sin framtid - svenska.yle.fi
4. ↑  Spänt på Krim efter pro-rysk ockupation - Sveriges Radio
5. ↑  Ryska trupper uppges dra sig tillbaka - Aftonbladet
6. ↑  Kina stödde inte Ryssland i säkerhetsrådet - svenska.yle.fi
7. ↑  ”Official voting bulletin” (PDF). Official voting bulletin. Arkiverad från originalet den 2014-03-16. https://web.archive.org/web/20140316100339/http://www.rada.crimea.ua/textdoc/ru/6/act/1702pr.pdf. Läst 15 mars 2014.
8. ↑  ”Ukraine crisis: Crimea parliament asks to join Russia” (på engelska). BBC. 6 mars 2014. http://www.bbc.com/news/world-europe-26465962. Läst 10 juli 2014.
9. ↑  "Romanian becomes regional language in Bila Tserkva in Zakarpattia region". Kyiv Post (24 September 2012)
10. ↑  (ukrainska) "Мовний" закон Колесніченка-Ківалова нічого не дав Криму "Language" law Kolesnichenko-Kivalov gave Crimea nothing, Ukrajinska Pravda (2013-04-27)
11. 1 2  "Lång historia av konflikter på Krim". svenska.yle.fi, 2014-02-28. Notera att källan troligen blandar ihop mängden rysktalande (som enligt folkräkningen 2001 är 77 procent), med det som egentligen är mängden etniska ryssar ("nästan sextio procent").
12. ↑  ”На Украине отменили закон о региональном статусе русского языка” (på ryska). На Украине отменили закон о региональном статусе русского языка. Lenta.ru. 2014-02-23. http://lenta.ru/news/2014/02/23/language/. Läst 23 februari 2014.
13. ↑  Ukrainska folkräkningen 2001
14. ↑  ”Ukraine’s parliament-appointed acting president says language law to stay effective” (på engelska). Ukraine’s parliament-appointed acting president says language law to stay effective. TASS. 2014-03-01. http://en.itar-tass.com/world/721537.
15. ↑  "Crimea referendum: What does the ballot paper say?". Bbc.com. Läst 14 mars 2014. (engelska)
16. ↑  SAIDEMAN, STEPHEN (12 mars 2014). ”In Crimea's sham referendum, all questions lead to 'yes'” (på engelska). Globe and Mail. http://www.theglobeandmail.com/globe-debate/in-crimeas-sham-referendum-all-questions-lead-to-yes/article17396854/.  ”"... voters in Crimea next Sunday will be asked whether they support the union of Crimea with Russia (an act of irredentism) or whether Crimea should be independent (secession). There is no alternative – one cannot vote for the status quo ante of remaining within Ukraine."”
17. ↑  http://www.nytimes.com/2014/03/15/world/europe/crimea-vote-does-not-offer-choice-of-status-quo.html
18. ↑  Oliphant, Roland (16 mars 2014). ”Crimeans vote peacefully in referendum, but have little choice” (på engelska). The Telegraph. http://www.telegraph.co.uk/news/worldnews/europe/ukraine/10701676/Crimeans-vote-peacefully-in-referendum-but-have-little-choice.html.
19. ↑  "Crimeans urged to vote against "neo-Nazis" in Kiev". Bbc.com, 2014-03-13. Läst 14 mars 2014. (engelska)
20. ↑  Ennis, Stephen (2014-03-12): "Ukraine hits back at Russian TV onslaught". Bbc.com. Läst 14 mars 2014. (engelska)
21. ↑  ”Crimean parliament votes to join Russia, hold referendum in 10 days on ratifying” (på engelska). RT. 6 mars 2014. http://rt.com/news/crimea-referendum-status-ukraine-154/. Läst 14 mars 2014.
22. ↑  ”Севастополь принял решение о вхождении в состав РФ : Новости УНИАН” (på engelska). Севастополь принял решение о вхождении в состав РФ : Новости УНИАН. Unian.net. http://www.unian.net/politics/893910-sevastopol-prinyal-reshenie-o-vhojdenii-v-sostav-rf.html. Läst 14 mars 2014.
23. 1 2  ”U.N. General Assembly Affirms Ukraine's Territorial Integrity, Calls The World Community Not To Recognise Change Of Crimea's Status” (på engelska). UN.ua. 27 mars 2014. Arkiverad från originalet den 4 maj 2014. https://web.archive.org/web/20140504093220/http://un.ua/eng/article/500959.html. Läst 10 juli 2014.
24. ↑  "Putin Changes Course – Admints Russian Troops Were in Crimea Before Vote". Washingtonpost.com, 2014-04-17. Läst 10 juli 2014. (engelska)
25. ↑  ”Security Council Fails to Adopt Text Urging Member States Not to Recognize Planned 16 March Referendum in Ukraine's Crimea Region” (på engelska). Security Council Fails to Adopt Text Urging Member States Not to Recognize Planned 16 March Referendum in Ukraine's Crimea Region. Un.org. 2013-01-02. Arkiverad från originalet den 21 mars 2014. https://web.archive.org/web/20140321170644/http://www.un.org/News/Press/docs/2014/sc11319.doc.htm. Läst 10 juli 2014.
26. ↑  ”Russia Vetoes U.N. Security Council Resolution On Crimea”. Russia Vetoes U.N. Security Council Resolution On Crimea. NPR. 2014-03-15. http://www.npr.org/blogs/thetwo-way/2014/03/15/290404691/russia-vetoes-u-n-security-council-resolution-on-crimea. Läst 10 juli 2014.
27. ↑  ”Mejlis to boycott Crimean referendum&” (på engelska). Ukrinform.ua. 6 mars 2014. Arkiverad från originalet den 17 mars 2014. https://web.archive.org/web/20140317215837/http://www.ukrinform.ua/eng/news/mejlis_to_boycott_crimean_referendum_318219. Läst 10 juli 2014.
28. ↑  ”Tatar leader: referendum's results 'predetermined'” (på engelska). Tatar leader: referendum's results 'predetermined'. DW.de. 2014-03-16. http://www.dw.de/tatar-leader-referendums-results-predetermined/a-17500078. Läst 17 mars 2014.
29. ↑  "”Address by President of the Russian Federation” (på engelska). Kremlin.ru. 2014-03-18. http://eng.kremlin.ru/news/6889. Läst 10 juli 2014.  ”Moreover, the Crimean authorities referred to the well-known Kosovo precedent – a precedent our western colleagues created with their own hands in a very similar situation, when they agreed that the unilateral separation of Kosovo from Serbia, exactly what Crimea is doing now, was legitimate and did not require any permission from the country's central authorities. Pursuant to Article 2, Chapter 1 of the United Nations Charter, the UN International Court agreed with this approach and made the following comment in its ruling of July 22, 2010, and I quote: "No general prohibition may be inferred from the practice of the Security Council with regard to declarations of independence," and "General international law contains no prohibition on declarations of independence." Crystal clear, as they say.”
30. ↑  "Interview: John Bellinger III on Why the Crimean Referendum Is Illegitimate - Council on Foreign Relations". Arkiverad 21 mars 2014 hämtat från the Wayback Machine. Cfr.org. Läst 10 juli 2014. (engelska)
31. ↑  "Experts: Crimea Istn't Comparable to Kosovo". Aa.com.tr. Läst 10 juli 2014. (engelska)
32. ↑  Marc Weller (2014-03-07). ”Analysis: Why Russia's Crimea move fails legal test” (på engelska). Analysis: Why Russia's Crimea move fails legal test. BBC. http://www.bbc.com/news/world-europe-26481423. Läst juli 2014.
33. ↑  ”Crimea votes to join Russian Federation: 96.77% say YES” (på engelska). Crimea votes to join Russian Federation: 96.77% say YES. 2014-03-14. Arkiverad från originalet den 17 mars 2014. https://web.archive.org/web/20140317135948/http://rt.com/news/crimea-referendum-results-official-250/. Läst 10 juli 2014.
34. ↑  "Voter turnout at pseudo-referendum in Crimea was maximum 30-40 percent - Mejlis". Arkiverad 26 juni 2015 hämtat från the Wayback Machine. Ukrinform.ua, 2014-03-17. Läst 10 juli 2014. (engelska)
35. ↑  Crimea referendum: 34 percent, not 97 percent says former Russian government adviser". Guardianlv.com, 2014-03. Läst 10 juli 2014. (engelska)
36. ↑  "Crimean parliament formally applies to join Russia". Bbc.com, 2014-03-17. Läst 10 juli 2014. (engelska)
37. ↑  [http://www.reuters.com/article/2014/03/17/us-ukraine-crisis-idUSBREA1Q1E820140317 Arkiverad 23 juli 2014 hämtat från the Wayback Machine. "U.S., EU set sanctions as Putin recognizes Crimea sovereignty" | Reuters.com, 2014-03-17. Läst 10 juli 2014. (engelska)
38. ↑  "Putin Recognizes Crimea Secession, Defying the West". New York Times, 2014-03-17. Läst 10 juli 2014. (engelska)
39. ↑  "Putin's 'Human Rights Council' Accidentally Posts Real Crimean Election Results". Forbes.com, 2014-05-05. Läst 10 juli 2014. (engelska)
40. ↑  "Russian government agency reveals fraudulent nature of the Crimean referendum results." Washingtongpost.com, 2014-05-06. Läst 10 juli 2014. (engelska)
41. ↑  "Проблемы жителей Крыма". President.sovet.ru, (2014-04-21). Läst 10 juli 2014. (ryska)